# 炉桥站
炉桥站站址在安徽省滁州市定远县炉桥镇，邮政编码是233290。建于1944年。离蚌埠站49公里，离芜湖站229公里，隶属上海铁路局淮南西直属站管辖。现为三等站。车站办理货运业务，整车普通货物无限制粮食仓库专用线由炉桥站引出，通往滁州市定远县国家粮食储备库和安徽省石油公司定远支公司炉桥油库。